# هون دهامیال
هون دهامیال (به انگلیسی: Hoon Dhamial) یک روستا در پاکستان است که در اسلام‌آباد واقع شده‌است.